# هيرمان بينغ
هيرمان بينغ (بالألمانية: Herman Bing )‏ (و. 1889 – 1947 م) هو ممثل هزلي، وممثل أفلام من ألمانيا، والولايات المتحدة، ولد في فرانكفورت، توفي في هوليوود، عن عمر يناهز 58 عاماً، بسبب إصابة بعيار ناري.

## وصلات خارجية
- هيرمان بينغ على موقع IMDb (الإنجليزية)
- هيرمان بينغ على موقع ألو سيني (الفرنسية)
- هيرمان بينغ على موقع أول موفي (الإنجليزية)
- هيرمان بينغ على موقع قاعدة بيانات الأفلام السويدية (السويدية)
- هيرمان بينغ على موقع إن إن دي بي (الإنجليزية)
- هيرمان بينغ على موقع قاعدة بيانات الفيلم (الإنجليزية)
- هيرمان بينغ على موقع كينوبويسك (الروسية)